# Robert J. McCloskey

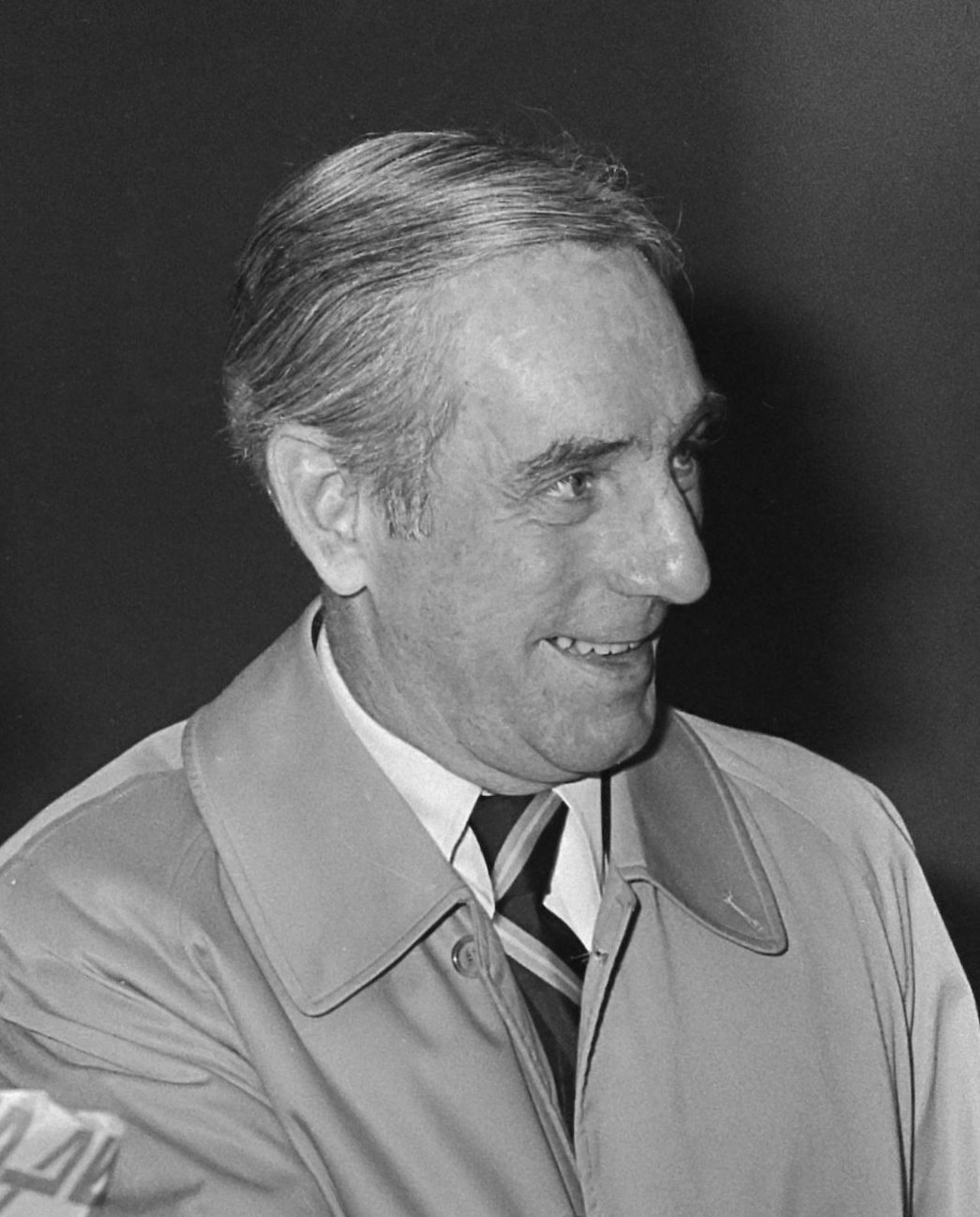
Robert James McCloskey (1978)

Robert James McCloskey (* 25. November 1922 in Philadelphia, Pennsylvania; † 28. November 1996 in Chevy Chase, Maryland) war ein US-amerikanischer Journalist und Diplomat, der unter anderem zwischen 1975 und 1976 Assistant Secretary of State for Congressional Relations sowie mehrmals Botschafter war. 

## Leben
Robert James McCloskey, Sohn von Thomas McCloskey und Anna Wallace, diente nach dem Eintritt der Vereinigten Staaten in den Zweiten Weltkrieg nach dem Angriff auf Pearl Harbor am 7. Dezember 1941 zwischen 1942 und 1945 im US Marine Corps (USMC) und wurde zuletzt zum Staff Sergeant befördert. Nach Ende des Zweiten Weltkrieges arbeitete er von 1945 bis 1952 erst als Barkeeper sowie anschließend zwischen 1952 und 1955 als Reporter. In dieser Zeit absolvierte er ein Studium an der Temple University, das er 1953 mit einem Bachelor of Science (B.S.) beendete. 1955 trat er in das US-Außenministerium (State Department) ein und war dort zwischen 1957 und 1958 für die Herausgabe von Veröffentlichungen sowie von 1958 und 1964 im Pressereferat tätig. Während dieser Zeit absolvierte er von 1958 und 1959 auch ein postgraduales Studium an der George Washington University. Er fungierte schließlich zwischen 1964 und 1973 neun Jahre lang als Sprecher des Außenministeriums und diente in dieser Zeit den Außenminister Dean Rusk (1964 bis 1969) und William P. Rogers (1969 bis 1973).
McCloskey wurde am 24. Mai 1973 zum Botschafter der Vereinigten Staaten in Zypern ernannt und übergab dort am 20. Juni 1973 als Nachfolger von David H. Popper sein Akkreditierungsschreiben. Er verblieb auf diesem Posten bis zum 14. Januar 1974 und wurde dann von Rodger Davies abgelöst. Bereits vor seiner Abberufung von diesem Posten wurde er am 19. Dezember 1973 zum Botschafter für Sonderaufgaben (Ambassador at Large) und bekleidete diese Funktion vom 14. Februar 1974 bis zum 20. Februar 1975. Im Anschluss wurde er am 20. Februar 1975 zum Nachfolger von A. Linwood Holton zum Assistant Secretary of State for Congressional Relations ernannt und war als solcher vom 21. Februar 1975 bis zum 10. September 1976 Leiter der Leiter der Unterabteilung für Beziehungen zum Kongress und Internationale Konferenzen (Bureau for Congressional Relations and International Conferences). Sein Nachfolger wurde im Anschluss Douglas J. Bennet.
Nach Beendigung dieser Tätigkeit im Außenministerium erfolgte am 3. September 1976 die Ernennung von Robert J. McCloskey zum Botschafter der Vereinigten Staaten in den Niederlanden ernannt und überreichte am 22. September 1976 als Nachfolger von Kingdon Gould, Jr. seine Beglaubigung. Er bekleidete dieses Amt bis zum 10. März 1978 und wurde daraufhin von Geri M. Joseph abgelöst. Zuletzt wurde er am 9. März 1978 zum Botschafter in Griechenland ernannt und übergab dort am 16. März 1978 als Nachfolger von Jack B. Kubisch sein Beglaubigungsschreiben. Auf diesem Botschafterposten verblieb er bis zum 27. Juni 1981, woraufhin Monteagle Stearns seine dortige Nachfolge antrat.
Mc Closkey, der auch für die American Academy of Diplomacy tätig war, war seit dem 8. Juli 1961 mit Anne Taylor Phelan verheiratet. Nach seinem Tode am 28. November 1996 wurde er auf dem Nationalfriedhof Arlington beigesetzt.